# Durbach
Durbach es un municipio en el distrito de Ortenau en Baden-Wurtemberg (Alemania). Con sus barrios Ebersweier, Gebirg y Unterweiler está ubicado en las estribaciones de la Selva Negra. A través de Durbach fluye el arroyo homónimo. Es una aldea vinícola.

## Puntos de interés

### Museo vinícola y local
El museo vinícola y local (Wein- und Heimatmuseum) se encuentra en el centro del municipio

### Palacito de Neveu
El palacito de Neveu fue construido en el siglo XIX y está ubicado en la explotación vinícola de 15 ha de los barones de Neveu

### Ölberg
El Ölberg (monte de aceite) tiene su nombre de un antiguo molino de aceite de nuez y colza. En la ladera sur se encuentra un viñedo de 2,5 ha.

### Castillo de Staufenberg
El castillo de Staufenberg por encima de Durbach fue construido en el siglo XI por los Zähringer a una altitud de 383 m s. n. m.

### Mirador del Mooskopf
El mirador sobre el monte Mooskopf (871 m s. n. m.) es una torre panorámica que fue construida en 1890.